# Get Tragic
Albums de Blood Red Shoes
Blood Red Shoes
(2014)
Singles
1. Mexican Dress
Sortie : 18 septembre 2018

Get Tragic est le cinquième album studio du groupe de rock britannique Blood Red Shoes, publié le 25 janvier 2019 sur le label Jazz Life.

## Liste des titres
| No  | Titre               | Durée |
| --- | ------------------- | ----- |
| 1.  | Eye to Eye          | 3:40  |
| 2.  | Mexican Dress       | 3:59  |
| 3.  | Bangs               | 2:32  |
| 4.  | Nearer              | 3:54  |
| 5.  | Beverly             | 4:38  |
| 6.  | Find My Own Remorse | 4:07  |
| 7.  | Howl                | 2:54  |
| 8.  | (Interlude)         | 0:48  |
| 9.  | Anxiety             | 3:05  |
| 10. | Vertigo             | 3:07  |
| 11. | Elijah              | 4:52  |